# مارچین دوروچینسکی
مارچین گِژِگوش دوروچینسکی (لهستانی: Marcin Grzegorz Dorociński؛ زادهٔ ۲۲ ژوئن ۱۹۷۳) بازیگر اهل لهستان است.
از فیلم‌ها یا سریال‌های تلویزیونی که وی در آن نقش داشته‌است می‌توان به تو خدایی، شال‌گردن زرد، بدون پنهان‌کاری، مرد ایده‌آل برای دوست‌دخترم، این دختران من، آغاز بهار، باغ لوئیز، پیت‌بول (فیلم)، پیت‌بول (سریال تلویزیونی)، ما همه مسیح هستیم، موج جرم و جنایت، نشانه‌گذاری‌شده، جاسوسان ورشو، همبستگی، همبستگی...، خانواده جایگزین، اجاره‌نشین‌ها، جهان به روایت خانواده کیپسکی، زنی که رؤیای مردی را داشت، شامانکا، قرارداد، معکوس، رز، جستجوی سراسری، اداره ترافیک، فرشته نیرومند، جنگ ستارگان: نیرو برمی‌خیزد، وینچی، جک استرانگ، توفند و انتروپوید اشاره کرد.
وی همچنین در مینی‌سریال نتفلیکس تحت عنوان گامبی وزیر (۲۰۲۰) در نقش واسیلی بورگوف، شطرنج‌باز روس، قهرمان جهان و سرسخت‌ترین رقیب بث ایفای نقش نموده‌است.

## زندگی‌نامه
دوروچینسکی در میلانووک نزدیک ورشو متولد شد. پدرش آهنگر و مادرش خانه‌دار است. او سه برادر دارد و همه آنها پلیس هستند. وی از کودکی آرزو داشت که به یک فوتبالیست حرفه‌ای تبدیل شود، اما پس از آسیب دیدگی شدید در پا مجبور شد برنامه را رها کند. وی در مدرسه حرفه‌ای گروجیسک مازوویتسکی تحصیل کرد و مدرک ماشین‌سازی را به‌دست آورد. اولین شخصی که متوجه استعداد او در بازیگری شد، معلم تاریخ وی بود که وی را ترغیب به بازیگری کرد. در سال ۱۹۹۳ در آکادمی ملی هنرهای نمایشی الکساندر زلوروویچ در ورشو ثبت نام کرد.

## حرفه بازیگری

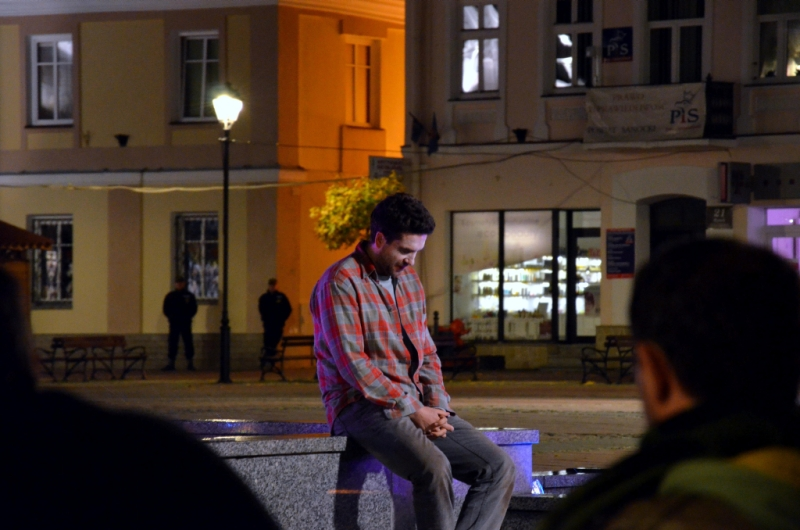
دوروچینسکی در فیلم‌برداری‌ای در سانوک ۲۰۱۳

در سال دوم حضور در آکادمی تئاتر دولتی، او در نقش دون رودریگو در یک اقتباس تلویزیونی از لو سید به کارگردانی کریستیانا یاندا انتخاب کردند. پس از فارغ‌التحصیلی از آکادمی در سال ۱۹۹۷، در ابتدا نمی‌توانست کار بازیگری پیدا کند. او به عنوان پیشخدمت، بادیگارد در یک کلوپ شبانه کار می‌کرد و کارهای غیررسمی دیگری را نیز انجام می‌داد تا اینکه در تئاتر دراماتیک ورشو به او پیشنهاد شد. او همچنین در چندین نمایش در تئاتر آتنئوم ورشو حضور داشته که و عضوی از گروه نمایش آنجاست.